# مطار كوكو أنغرانا
مطار كوكو أنغرانا هو مطار للاستخدام العام يقع بالقرب من كوكو أنغرانا في إقليم سيلا في تشاد.

## روابط خارجية
- سجل مطار كوكو أنغرانا في Landings.com